# Liebe, Lüge, Mord
Liebe, Lüge, Mord ist ein US-amerikanisches zweiteiliges Fernseh-Drama aus dem Jahr 1991. Der Film, der auch unter dem Alternativtitel Labyrinth der Lügen bekannt ist, basiert auf einer wahren Begebenheit aus dem Jahr 1985. Die Namen wurden für den Film nicht geändert.

## Handlung
Die 14-jährige Cinnamon Brown wird für den Mord an ihrer Stiefmutter Linda Bailey zu einer 27-jährigen Haft verurteilt. Obwohl sie unsympathisch wirkt und jeder glaubt, dass sie schuldig ist, fehlt für einen Ermittlungspolizisten das nötige Motiv. Nach etwa dreieinhalb Jahren Haft Cinnamons stellt dieser fest, dass ihr Vater Lindas 17-jährige Schwester Patti heiratete und sich in Lügen und Widersprüche verstrickt.

## Kritik
„Nach einem authentischen Fall fürs Fernsehen produziertes Krimi-Drama, das als überlanger Zweiteiler entwickelt wurde.“

„‚Love, Lies and Murder‘ ist ein gut gemachtes – bei vier Stunden Zeit auch in einem gemütlichen Tempo – welches von einem Triumvirat einer guten Besetzung profitiert.“

„Der Film ist teilweise etwas beschränkt und braucht eine Weile, bis er die Beziehungen innerhalb der Familie wieder geradlining darstellen kann.“

## Hintergrund
Der Zweiteiler wurde am 16. und 18. Februar 1991 zum ersten Mal auf NBC ausgestrahlt. In Deutschland lief er zum ersten Mal am 17. und 18. Mai 1994 auf ProSieben.